# Dancing with the Stars: Juniors
Dancing with the Stars: Juniors es un programa televisivo de competencia de baile infantil estadounidense que se estrenó el 7 de octubre de 2018 en ABC. Es una serie derivada del programa Dancing with the Stars. El formato del espectáculo incluye a niños famosos e hijos de celebridades emparejados con niños bailarines profesionales de salón. Las parejas compiten entre sí realizando rutinas de baile coreografiadas frente a un panel de jueces. En septiembre de 2019, ABC decidió cancelar la serie después de una temporada.

## Formato
Al igual que Dancing with the Stars, los puntajes utilizados para las eliminaciones se basan en un 50% en los puntajes de los jueces y en un 50% en la votación de la audiencia. A diferencia de DWTS, sin embargo, el programa no se presenta en vivo; la audiencia del estudio, en lugar de los espectadores en el hogar, proporciona el voto de la audiencia, con cada uno de ellos votando por un equipo para avanzar a la próxima semana.

## Elenco

### Parejas y mentores
El 1 de agosto de 2018, los bailarines profesionales y los mentores fueron revelados. El 25 de septiembre, durante el segundo episodio de la temporada 27 de DWTS, fueron anunciados los niños celebridades.
| Celebridad                     | Notabilidad (conocida por)                             | Pareja profesional | Mentor            | Estado                                     | Ref.   |
| ------------------------------ | ------------------------------------------------------ | ------------------ | ----------------- | ------------------------------------------ | ------ |
| Tripp Johnston Palin           | Hijo de Bristol Palin y nieto de Sarah Palin           | Hailey Bills       | Jenna Johnson     | 1.os eliminados el 7 de octubre de 2018    | [ 6 ]  |
| Addison Osta Smith             | Ganadora de MasterChef Junior                          | Lev Khmelev        | Keo Motsepe       | 1.os eliminados el 7 de octubre de 2018    | [ 6 ]  |
| Hudson West                    | Actor de General Hospital                              | Kameron Couch      | Hayley Erbert     | 3.os eliminados el 14 de octubre de 2018   | [ 7 ]  |
| Sophia Pippen                  | Hija de Scottie Pippen y modelo                        | Jake Monreal       | Sasha Farber      | 4.os eliminados el 21 de octubre de 2018   | [ 8 ]  |
| Alana "Honey Boo Boo" Thompson | Estrella de Here Comes Honey Boo Boo                   | Tristan Ianiero    | Artem Chigvintsev | 5.os eliminados el 28 de octubre de 2018   | [ 9 ]  |
| Jason Maybaum                  | Actor de Raven's Home y Freaky Friday                  | Elliana Walmsley   | Emma Slater       | 6.os eliminados el 11 de noviembre de 2018 | [ 10 ] |
| Akash Vukoti                   | Campeón de ortografía                                  | Kamri Peterson     | Witney Carson     | 7.os eliminados el 18 de noviembre de 2018 | [ 11 ] |
| Mandla Morris                  | Hijo de Stevie Wonder y diseñador de modas             | Brightyn Brems     | Cheryl Burke      | 8.os eliminados el 25 de noviembre de 2018 | [ 12 ] |
| Miles Brown                    | Actor de Black-ish                                     | Rylee Arnold       | Lindsay Arnold    | Segundo puesto el 9 de diciembre de 2018   | [ 13 ] |
| Ariana Greenblatt              | Actriz de Stuck in the Middle y Avengers: Infinity War | Artyon Celestine   | Brandon Armstrong | Segundo puesto el 9 de diciembre de 2018   | [ 13 ] |
| Mackenzie Ziegler              | Bailarina, cantante y actriz                           | Sage Rosen         | Gleb Savchenko    | Segundo puesto el 9 de diciembre de 2018   | [ 13 ] |
| Sky Brown                      | Skater profesional                                     | JT Church          | Alan Bersten      | Ganadores el 9 de diciembre de 2018        | [ 13 ] |

### Presentadores y jueces
Las celebridades de la temporada 25, Jordan Fisher y Frankie Muniz, son los presentadores. El dos veces campeón profesional Valentin Chmerkovskiy, la coreógrafa ganadora del Premio Emmy Mandy Moore, y el ganador de la edición Athletes Adam Rippon son los jueces.

### Cuerpo de baile
El cuerpo de baile de Dancing with the Stars: Juniors consiste en Makeila Lawrence, Cody Bingham, Reese Hatala, Sebastian Jozuka y Daniel Novikov. Todos ellos son mentoreados por la miembro del cuerpo de baile de  Dancing with the Stars, Morgan Larson.

## Tablas de puntajes
| Pareja                  | Puesto | 1  | 2  | 3  | 4  | 5  | 6  | 7  | 8        | 9        | 8+9 |
| ----------------------- | ------ | -- | -- | -- | -- | -- | -- | -- | -------- | -------- | --- |
| Sky & JT                | 1      | 22 | 22 | 24 | 26 | 23 | 29 | 27 | 29+28=57 | 30+30=60 | 117 |
| Miles & Rylee           | 2      | 22 | 24 | 27 | 27 | 27 | 26 | 28 | 28+30=58 | 28+30=58 | 116 |
| Ariana & Artyon         | 2      | 24 | 24 | 25 | 22 | 28 | 27 | 27 | 28+28=56 | 30+28=58 | 114 |
| Mackenzie & Sage        | 2      | 22 | 24 | 27 | 25 | 27 | 27 | 26 | 30+30=60 | 28+30=58 | 118 |
| Mandla & Brightyn       | 5      | 24 | 22 | 21 | 23 | 25 | 27 | 24 |          |          |     |
| Akash & Kamri           | 6      | 21 | 21 | 21 | 21 | 20 | 23 |    |          |          |     |
| Jason & Elliana         | 7      | 18 | 21 | 22 | 25 | 25 |    |    |          |          |     |
| Honey Boo Boo & Tristan | 8      | 19 | 19 | 21 | 21 |    |    |    |          |          |     |
| Sophia & Jake           | 9      | 21 | 20 | 19 |    |    |    |    |          |          |     |
| Hudson & Kameron        | 10     | 22 | 22 |    |    |    |    |    |          |          |     |
| Tripp & Hailey          | 11     | 17 |    |    |    |    |    |    |          |          |     |
| Addison & Lev           | 11     | 15 |    |    |    |    |    |    |          |          |     |

Números rojos indica el puntaje más bajo por cada semana
Números verdes indica el puntaje más alto por cada semana
     la pareja eliminada de la semana
     la pareja ganadora
     la pareja en segundo puesto

### Promedios
Esta tabla solo cuenta con los bailes calificados en una escala de 30 puntos.
| Rango por promedio | Puesto | Pareja                  | Puntaje total | Número de bailes | Promedio |
| ------------------ | ------ | ----------------------- | ------------- | ---------------- | -------- |
| 1                  | 2      | Miles & Rylee           | 297           | 11               | 27.0     |
| 2                  | 2      | Mackenzie & Sage        | 296           | 11               | 26.9     |
| 3                  | 2      | Ariana & Artyon         | 291           | 11               | 26.5     |
| 4                  | 1      | Sky & JT                | 290           | 11               | 26.4     |
| 5                  | 5      | Mandla & Brightyn       | 166           | 7                | 23.7     |
| 6                  | 7      | Jason & Elliana         | 111           | 5                | 22.2     |
| 7                  | 10     | Hudson & Kameron        | 44            | 2                | 22.0     |
| 8                  | 6      | Akash & Kamri           | 127           | 6                | 21.2     |
| 9                  | 8      | Honey Boo Boo & Tristan | 80            | 4                | 20.0     |
| 9                  | 9      | Sophia & Jake           | 60            | 3                | 20.0     |
| 11                 | 11     | Tripp & Hailey          | 17            | 1                | 17.0     |
| 12                 | 11     | Addison & Lev           | 15            | 1                | 15.0     |

### Mayores y menores puntajes de cada baile
Las mejores y peores presentaciones en cada baile según la escala de 30 puntos de los jueces son las siguientes:
| Baile           | Bailarín(es) con mayor puntaje          | Mayor puntaje | Bailarín(es) con menor puntaje               | Menor puntaje |
| --------------- | --------------------------------------- | ------------- | -------------------------------------------- | ------------- |
| Chachachá       | Miles Brown Mackenzie Ziegler           | 28            | Addison Osta Smith                           | 15            |
| Foxtrot         | Sky Brown                               | 29            | Tripp Johnston Palin                         | 17            |
| Jive            | Miles Brown                             | 28            | Sophia Pippen Jason Maybaum Akash Vukoti     | 21            |
| Salsa           | Sky Brown                               | 30            | Alana "Honey Boo Boo" Thompson               | 19            |
| Quickstep       | Ariana Greenblatt                       | 27            | Mackenzie Ziegler                            | 24            |
| Tango argentino | Sky Brown                               | 29            | Akash Vukoti                                 | 21            |
| Pasodoble       | Mackenzie Ziegler                       | 30            | Hudson West Ariana Greenblatt                | 22            |
| Jazz            | Ariana Greenblatt                       | 30            | Mandla Morris Alana "Honey Boo Boo" Thompson | 21            |
| Contemporáneo   | Mackenzie Ziegler                       | 27            | Sky Brown                                    | 24            |
| Charlestón      | Miles Brown Sky Brown                   | 27            | Akash Vukoti                                 | 20            |
| Samba           | Miles Brown Mackenzie Ziegler           | 27            | Sophia Pippen                                | 19            |
| Baile fusión    | Miles Brown Mackenzie Ziegler           | 30            | Sky Brown Ariana Greenblatt                  | 28            |
| Freestyle       | Miles Brown Sky Brown Mackenzie Ziegler | 30            | Ariana Greenblat                             | 28            |

### Mayores y menores puntajes de cada pareja
Los puntajes se basan en la escala tradicional de 30 puntos.
| Pareja                  | Baile(s) con mayor puntaje                    | Baile(s) con menor puntaje |
| ----------------------- | --------------------------------------------- | -------------------------- |
| Sky & JT                | Salsa & Freestyle (30)                        | Salsa & Chachachá (22)     |
| Miles & Rylee           | Samba/Jazz fusión & Freestyle (30)            | Salsa (22)                 |
| Ariana & Artyon         | Jazz (30)                                     | Pasodoble (22)             |
| Mackenzie & Sage        | Pasodoble, Samba/Jazz fusión & Freestyle (30) | Foxtrot (22)               |
| Mandla & Brightyn       | Foxtrot (27)                                  | Jazz (21)                  |
| Akash & Kamri           | Jazz (23)                                     | Charleston (20)            |
| Jason & Elliana         | Tango argentino & Jazz (25)                   | Chachachá (18)             |
| Honey Boo Boo & Tristan | Foxtrot & Jazz (21)                           | Salsa & Chachachá (19)     |
| Sophia & Jake           | Jive (21)                                     | Samba (19)                 |
| Hudson & Kameron        | Chachachá & Pasodoble (22)                    | Chachachá & Pasodoble (22) |
| Tripp & Hailey          | Foxtrot (17)                                  | Foxtrot (17)               |
| Addison & Lev           | Chachachá (15)                                | Chachachá (15)             |

## Semanas
Los puntajes de los jueces en la tabla (en paréntesis) se encuentran en el siguiente orden: Mandy Moore, Valentin Chmerkovskiy, Adam Rippon.

### Semana 1: Primeros bailes
Las parejas bailaron chachachá, foxtrot, jive o salsa.
Orden de aparición
| Pareja                  | Puntajes     | Baile     | Música                                          | Resultado  |
| ----------------------- | ------------ | --------- | ----------------------------------------------- | ---------- |
| Jason & Elliana         | 18 (6, 6, 6) | Chachachá | «Bills»—LunchMoney Lewis                        | Salvados   |
| Tripp & Hailey          | 17 (5, 6, 6) | Foxtrot   | «Mama Said»—The Shirelles                       | Eliminados |
| Addison & Lev           | 15 (5, 5, 5) | Chachachá | «Burnin' Up»—Jessie J feat. 2 Chainz            | Eliminados |
| Miles & Rylee           | 22 (8, 7, 7) | Salsa     | «Who Let the Dogs Out?»—Baha Men                | Salvados   |
| Sophia & Jake           | 21 (7, 7, 7) | Jive      | «Do You Love Me»—The Contours                   | Salvados   |
| Hudson & Kameron        | 22 (7, 7, 8) | Chachachá | «There's Nothing Holdin' Me Back»—Shawn Mendes  | Salvados   |
| Ariana & Artyon         | 24 (8, 8, 8) | Chachachá | «Cut to the Feeling»—Carly Rae Jepsen           | Salvados   |
| Mackenzie & Sage        | 22 (7, 7, 8) | Foxtrot   | «New York, New York»—Ray Quinn feat. Ultra Love | Salvados   |
| Honey Boo Boo & Tristan | 19 (6, 6, 7) | Salsa     | «Conga»—Gloria Estefan & Miami Sound Machine    | Salvados   |
| Mandla & Brightyn       | 24 (8, 8, 8) | Jive      | «Land of a Thousand Dances»—Chris Kenner        | Salvados   |
| Akash & Kamri           | 21 (7, 7, 7) | Foxtrot   | «L-O-V-E»—Nat King Cole                         | Salvados   |
| Sky & JT                | 22 (7, 8, 7) | Salsa     | «Light It Up»—Major Lazer feat. Nyla & Fuse ODG | Salvados   |

### Semana 2: Canción del año en que nací
Los puntajes de los jueces en las tablas (en paréntesis) se encuentran en el siguiente orden: Valentin Chmerkovskiy, Mandy Moore, Adam Rippon.
Las parejas realizaron un baile no aprendido con una canción que salió el año en que nacieron. Pasodoble, quickstep y tango argentino fueron introducidos.
Orden de aparición
| Pareja                  | Puntajes     | Baile           | Música                                                  | Resultado  |
| ----------------------- | ------------ | --------------- | ------------------------------------------------------- | ---------- |
| Mackenzie & Sage        | 24 (8, 8, 8) | Quickstep       | «Are You Gonna Be My Girl»—Jet                          | Salvados   |
| Sky & JT                | 22 (7, 7, 8) | Chachachá       | «Just Dance»—Lady Gaga                                  | Salvados   |
| Sophia & Jake           | 20 (7, 6, 7) | Foxtrot         | «Love Story»—Taylor Swift                               | Salvados   |
| Jason & Elliana         | 21 (7, 7, 7) | Jive            | «Shake It»—Metro Station                                | Salvados   |
| Mandla & Brightyn       | 22 (7, 7, 8) | Salsa           | «Pump It»—The Black Eyed Peas                           | Salvados   |
| Hudson & Kameron        | 22 (7, 8, 7) | Pasodoble       | «4 Minutes»—Madonna feat. Justin Timberlake & Timbaland | Eliminados |
| Miles & Rylee           | 24 (8, 8, 8) | Tango argentino | «I Don't Want to Be»—Gavin DeGraw                       | Salvados   |
| Honey Boo Boo & Tristan | 19 (6, 6, 7) | Chachachá       | «Don't Cha»—The Pussycat Dolls                          | Salvados   |
| Akash & Kamri           | 21 (7, 7, 7) | Chachachá       | «Dynamite»—Taio Cruz                                    | Salvados   |
| Ariana & Artyon         | 24 (8, 8, 8) | Jive            | «Girlfriend»—Avril Lavigne                              | Salvados   |

### Semana 3: Noche de Disney
Las parejas realizaron un baile no aprendido de una canción de una película de Disney. Charlestón, contemporáneo, jazz y samba fueron introducidos.
Orden de aparición
| Pareja                  | Puntajes     | Baile         | Música                                               | Película de Disney   | Resultado  |
| ----------------------- | ------------ | ------------- | ---------------------------------------------------- | -------------------- | ---------- |
| Sophia & Jake           | 19 (7, 6, 6) | Samba         | «Poor Unfortunate Souls»—Pat Carroll                 | La sirenita          | Eliminados |
| Mackenzie & Sage        | 27 (9, 9, 9) | Contemporáneo | «Colors of the Wind»—Tori Kelly                      | Pocahontas           | Salvados   |
| Ariana & Artyon         | 25 (9, 8, 8) | Samba         | «Hawaiian Roller Coaster Ride»—Mark Kealiʻi Hoʻomalu | Lilo & Stitch        | Salvados   |
| Mandla & Brightyn       | 21 (7, 7, 7) | Jazz          | «Un Poco Loco»—Gael García Bernal & Anthony Gonzalez | Coco                 | Salvados   |
| Miles & Rylee           | 27 (9, 9, 9) | Charlestón    | «One Jump Ahead»—Brad Kane                           | Aladdín              | Salvados   |
| Honey Boo Boo & Tristan | 21 (7, 7, 7) | Foxtrot       | «Something There»—Howard Ashman & Alan Menken        | La bella y la bestia | Salvados   |
| Sky & JT                | 24 (8, 8, 8) | Contemporáneo | «How Far I'll Go»—Auli'i Cravalho                    | Moana                | Salvados   |
| Jason & Elliana         | 22 (8, 7, 7) | Foxtrot       | «You've Got a Friend in Me»—Randy Newman             | Toy Story            | Salvados   |
| Akash & Kamri           | 21 (7, 7, 7) | Jive          | «Zero to Hero»—Ariana Grande                         | Hércules             | Salvados   |

### Semana 4: Noche de Halloween
Las parejas realizaron un baile no aprendido de temas y canciones de Halloween.
Orden de aparición
| Pareja                  | Puntajes     | Baile           | Música                                 | Resultado  |
| ----------------------- | ------------ | --------------- | -------------------------------------- | ---------- |
| Akash & Kamri           | 21 (7, 7, 7) | Tango argentino | «Weird Science»—Oingo Boingo           | Salvados   |
| Mandla & Brightyn       | 23 (8, 8, 7) | Charlestón      | «Witch Doctor»—Cartoons                | Salvados   |
| Mackenzie & Sage        | 25 (8, 8, 9) | Jive            | «Monster Mash»—Atwater Men's Club      | Salvados   |
| Jason & Elliana         | 25 (8, 9, 8) | Tango argentino | «Youngblood»—5 Seconds of Summer       | Salvados   |
| Ariana & Artyon         | 22 (7, 8, 7) | Pasodoble       | «Ways to be Wicked»—de Descendientes 2 | Salvados   |
| Honey Boo Boo & Tristan | 21 (7, 7, 7) | Jazz            | «Ghostbusters»—Ray Parker Jr.          | Eliminados |
| Sky & JT                | 26 (9, 9, 8) | Jive            | «Little Shop of Horrors»—Kidz Bop      | Salvados   |
| Miles & Rylee           | 27 (9, 9, 9) | Samba           | «I Want Candy»—Bow Wow Wow             | Salvados   |

### Semana 5: Elección de los niños
Las parejas realizaron un baile no aprendida con una canción de su elección.
Orden de aparición
| Pareja            | Puntajes      | Baile      | Música                                       | Resultado  |
| ----------------- | ------------- | ---------- | -------------------------------------------- | ---------- |
| Miles & Rylee     | 27 (9, 9, 9)  | Jazz       | «Space Jam»—Quad City DJ's                   | Salvados   |
| Mackenzie & Sage  | 27 (9, 9, 9)  | Chachachá  | «What if»—Johnny Orlando & Mackenzie Ziegler | Salvados   |
| Jason & Elliana   | 25 (9, 8, 8)  | Jazz       | «It's Tricky»—Run-DMC                        | Eliminados |
| Akash & Kamri     | 20 (7, 7, 6)  | Charlestón | «Do Your Thing»—Basement Jaxx                | Salvados   |
| Sky & JT          | 23 (8, 8, 7)  | Samba      | «The Greatest»—Sia                           | Salvados   |
| Mandla & Brightyn | 25 (8, 9, 8)  | Chachachá  | «Perm»—Bruno Mars                            | Salvados   |
| Ariana & Artyon   | 28 (9, 9, 10) | Jazz       | «Rolex»—Ayo & Teo                            | Salvados   |

### Semana 6: Dar las gracias
Las parejas realizaron un baile no aprendido dedicado a alguien importante en sus vidas.
Orden de aparición
| Pareja            | Puntajes       | Baile   | Música                                                           | Resultado  |
| ----------------- | -------------- | ------- | ---------------------------------------------------------------- | ---------- |
| Ariana & Artyon   | 27 (9, 9, 9)   | Salsa   | «Píntame»—Elvis Crespo                                           | Salvados   |
| Mandla & Brightyn | 27 (9, 9, 9)   | Foxtrot | «Isn't She Lovely»—Stevie Wonder                                 | Salvados   |
| Akash & Kamri     | 23 (8, 8, 7)   | Jazz    | «Jai Ho! (You Are My Destiny)»—A. R. Rahman & The Pussycat Dolls | Eliminados |
| Miles & Rylee     | 26 (9, 9, 8)   | Foxtrot | «Ain't No Mountain High Enough»—Marvin Gaye & Tammi Terrell      | Salvados   |
| Sky & JT          | 29 (9, 10, 10) | Foxtrot | «Unconditionally»—Katy Perry                                     | Salvados   |
| Mackenzie & Sage  | 27 (9, 9, 9)   | Samba   | «Cheap Thrills»—Sia feat. Sean Paul                              | Salvados   |

### Semana 7: Máquina del tiempo
Las parejas realizaron un baile no aprendido a una era de su elección.
Orden de aparición
| Pareja            | Puntajes      | Baile      | Música                                                                          | Era    | Resultado  |
| ----------------- | ------------- | ---------- | ------------------------------------------------------------------------------- | ------ | ---------- |
| Miles & Rylee     | 28 (9, 9, 10) | Jive       | «Rock Around the Clock»—Bill Haley & His Comets                                 | 1950s  | Salvados   |
| Mackenzie & Sage  | 26 (9, 8, 9)  | Jazz       | «Call Me Maybe»—Carly Rae Jepsen                                                | 1980s  | Salvados   |
| Mandla & Brightyn | 24 (8, 8, 8)  | Pasodoble  | «Gangsta's Paradise»—2WEI                                                       | Futuro | Eliminados |
| Ariana & Artyon   | 27 (9, 9, 9)  | Quickstep  | «Classic»—MKTO                                                                  | 1940s  | Salvados   |
| Sky & JT          | 27 (9, 9, 9)  | Charleston | «A Little Party Never Killed Nobody (All We Got)»—Fergie feat. Q-Tip & GoonRock | 1920s  | Salvados   |

### Semana 8: Semifinal
Las parejas realizaron un baile no aprendido y un baile fusión en equipo. Esta semana no hubo eliminación.
Orden de aparición
| Pareja                         | Puntajes        | Baile           | Música                                              |
| ------------------------------ | --------------- | --------------- | --------------------------------------------------- |
| Mackenzie & Sage               | 30 (10, 10, 10) | Pasodoble       | «The Edge of Glory»—Lady Gaga                       |
| Sky & JT                       | 29 (10, 9, 10)  | Tango argentino | «Thunder»—Imagine Dragons                           |
| Miles & Rylee                  | 28 (9, 10, 9)   | Chachachá       | «Shake Señora»—Pitbull feat. T-Pain & Sean Paul     |
| Ariana & Artyon                | 28 (9, 9, 10)   | Foxtrot         | «We're All in This Together»—de High School Musical |
| Miles & Rylee Mackenzie & Sage | 30 (10, 10, 10) | Samba Jazz      | «Party in the U.S.A.»—Miley Cyrus                   |
| Sky & JT Ariana & Artyon       | 28 (10, 9, 9)   | Jive Foxtrot    | «369»—Rhett George                                  |

### Semana 9: Final
Las parejas realizaron su baile favorito durante la competencia junto a su mentor y un freestyle de temática navideña.
Orden de aparición
| Pareja (Mentor)                     | Puntajes        | Baile     | Música                                                                   | Resultado      |
| ----------------------------------- | --------------- | --------- | ------------------------------------------------------------------------ | -------------- |
| Mackenzie & Sage (Gleb Savchenko)   | 28 (9, 9, 10)   | Chachachá | «What If»—Johnny Orlando & Mackenzie Ziegler                             | Segundo puesto |
| Mackenzie & Sage (Gleb Savchenko)   | 30 (10, 10, 10) | Freestyle | «Drummer Boy»—Justin Bieber feat. Busta Rhymes                           | Segundo puesto |
| Ariana & Artyon (Brandon Armstrong) | 30 (10, 10, 10) | Jazz      | «Rolex»—Ayo & Teo                                                        | Segundo puesto |
| Ariana & Artyon (Brandon Armstrong) | 28 (9, 10, 9)   | Freestyle | «You're a Mean One, Mr. Grinch»—Lindsey Stirling feat. Sabrina Carpenter | Segundo puesto |
| Miles & Rylee (Lindsay Arnold)      | 28 (10, 9, 9)   | Salsa     | «Who Let the Dogs Out?»—Baha Men                                         | Segundo puesto |
| Miles & Rylee (Lindsay Arnold)      | 30 (10, 10, 10) | Freestyle | «Sleigh Ride»—District 78                                                | Segundo puesto |
| Sky & JT (Alan Bersten)             | 30 (10, 10, 10) | Salsa     | «Light it Up»—Major Lazer feat. Nyla & Fuse ODG                          | Ganadores      |
| Sky & JT (Alan Bersten)             | 30 (10, 10, 10) | Freestyle | «Underneath the Tree»—Kelly Clarkson                                     | Ganadores      |

## Tabla de bailes
Las celebridades y sus parejas profesionales bailaron cada una de estas rutinas en las respectivas semanas:
- Semana 1: Chachachá, foxtrot, jive o salsa (Primeros bailes)
- Semana 2: Un baile no aprendido (Canción del año en que nací)
- Semana 3: Un baile no aprendido (Noche de Disney)
- Semana 4: Un baile no aprendido (Noche de Halloween)
- Semana 5: Un baile no aprendido (Elección de los niños)
- Semana 6: Un baile no aprendido (Dar las gracias)
- Semana 7: Un baile no aprendido (Máquina del tiempo)
- Semana 8: Un baile no aprendido & baile fusión en equipo (Semifinal)
- Semana 9: Baile favorito junto a su mentor & freestyle (Final)

| Pareja                  | 1         | 2               | 3             | 4               | 5          | 6       | 7          | 8               | 8                   | 9         | 9         |
| ----------------------- | --------- | --------------- | ------------- | --------------- | ---------- | ------- | ---------- | --------------- | ------------------- | --------- | --------- |
| Sky & JT                | Salsa     | Chachachá       | Contemporáneo | Jive            | Samba      | Foxtrot | Charlestón | Tango argentino | Jive/Foxtrot fusión | Salsa     | Freestyle |
| Miles & Rylee           | Salsa     | Tango argentino | Charlestón    | Samba           | Jazz       | Foxtrot | Jive       | Chachachá       | Samba/Jazz fusión   | Salsa     | Freestyle |
| Ariana & Artyon         | Chachachá | Jive            | Samba         | Pasodoble       | Jazz       | Salsa   | Quickstep  | Foxtrot         | Jive/Foxtrot fusión | Jazz      | Freestyle |
| Mackenzie & Sage        | Foxtrot   | Quickstep       | Contemporáneo | Jive            | Chachachá  | Samba   | Jazz       | Pasodoble       | Samba/Jazz fusión   | Chachachá | Freestyle |
| Mandla & Brightyn       | Jive      | Salsa           | Jazz          | Charlestón      | Chachachá  | Foxtrot | Pasodoble  |                 |                     |           |           |
| Akash & Kamri           | Foxtrot   | Chachachá       | Jive          | Tango argentino | Charlestón | Jazz    |            |                 |                     |           |           |
| Jason & Elliana         | Chachachá | Jive            | Foxtrot       | Tango argentino | Jazz       |         |            |                 |                     |           |           |
| Honey Boo Boo & Tristan | Salsa     | Chachachá       | Foxtrot       | Jazz            |            |         |            |                 |                     |           |           |
| Sophia & Jake           | Jive      | Foxtrot         | Samba         |                 |            |         |            |                 |                     |           |           |
| Hudson & Kameron        | Chachachá | Pasodoble       |               |                 |            |         |            |                 |                     |           |           |
| Tripp & Hailey          | Foxtrot   |                 |               |                 |            |         |            |                 |                     |           |           |
| Addison & Lev           | Chachachá |                 |               |                 |            |         |            |                 |                     |           |           |

     Baile de mayor puntaje
     Baile de menor puntaje

## Audiencia
| N.º | Título                                  | Fecha de emisión        | ÍA/CP (18–49) | Audiencia (millones) |
| --- | --------------------------------------- | ----------------------- | ------------- | -------------------- |
| 1   | «Semana 1: Estreno»                     | 7 de octubre de 2018    | 0.7/3         | 5.03                 |
| 2   | «Semana 2: Canción del año en que nací» | 14 de octubre de 2018   | 0.7/ 3        | 4.57                 |
| 3   | «Semana 3: Noche de Disney»             | 21 de octubre de 2018   | 0.8/3         | 4.87                 |
| 4   | «Semana 4: Noche de Halloween»          | 28 de octubre de 2018   | 0.7/3         | 4.06                 |
| 5   | «Semana 5: Elección de los niños»       | 11 de noviembre de 2018 | 0.6/3         | 4.02                 |
| 6   | «Semana 6: Dar las gracias»             | 18 de noviembre de 2018 | 0.7/3         | 4.28                 |
| 7   | «Semana 7: Máquina del tiempo»          | 25 de noviembre de 2018 | 0.6/3         | 4.03                 |
| 8   | «Semana 8: Semifinal»                   | 2 de diciembre de 2018  | 0.6/3         | 3.81                 |
| 9   | «Semana 9: Final»                       | 9 de diciembre de 2018  | 0.6/3         | 4.12                 |